# 미라 반잭

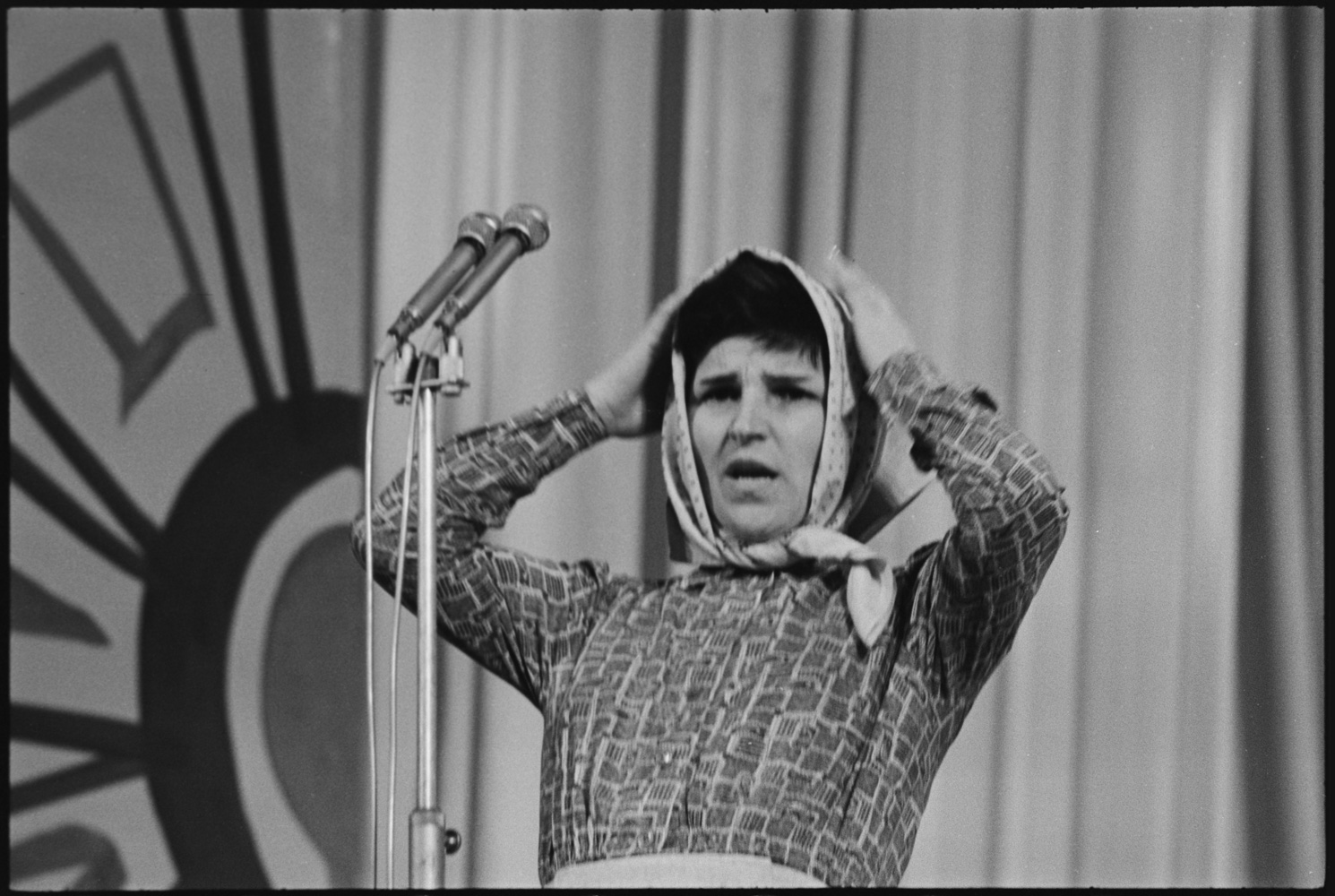

미라 반잭(Мирјана Бањац, 1929년 9월 4일 ~ )은 세르비아의 연극 배우, 영화배우, 텔레비전이다.

## 영화
- 하이 썬 (2015년)
- 소 핫 워즈 더 캐논 (2014년)
- 마마로스 (2013년)
- 웬 데이 브레이크 (2012년)
- 새하얀 세상 (2010년)
- 데블스 타운 (2009년)
- 허니문 (2009년)
- 낙천주의자들 (2006년)
- 화약고 (1998년)
- 부코바 (1994년)
- 아름다운 죄 (1986년)
- 돌리벨을 아시나요 (1981년)
- 겨울의 해변 (1976년)